# Sepiella ocellata
Sepiella ocellata är en bläckfiskart som beskrevs av Pfeffer 1884. Sepiella ocellata ingår i släktet Sepiella och familjen Sepiidae. IUCN kategoriserar arten globalt som otillräckligt studerad. Inga underarter finns listade i Catalogue of Life.